# 科龍戈
科龍戈（西班牙語：Corongo），是秘魯的城鎮，位於該國北部安卡什大區，是科龍戈省的首府，海拔高度3,141米，在殖民時代是該地區重要的商業城鎮，2014年人口980。
8°35′S 77°55′W / 8.583°S 77.917°W